# Garland (Tennessee)
Garland é uma cidade  localizada no estado norte-americano de Tennessee, no Condado de Tipton.

## Demografia
Segundo o censo norte-americano de 2000, a sua população era de 309 habitantes.
Em 2006, foi estimada uma população de 326, um aumento de 17 (5.5%).

## Geografia
De acordo com o United States Census Bureau tem uma área de
1,5 km², dos quais 1,5 km² cobertos por terra e 0,0 km² cobertos por água.

## Localidades na vizinhança
O diagrama seguinte representa as localidades num raio de 16 km ao redor de Garland.